# Henrique
Henrique Adriano Buss (rođen 14. listopada 1986.), poznatiji kao Henrique, bivši je brazilski nogometaš koji je igrao na poziciji centralnog braniča. 

## Klupska karijera
Nizozemski nogometni klub Ajax je bio zainteresiran za Henriquea u lipnju 2008. godine, ali je on ipak došao u Barcelonu. Barcelona je pristala platiti Palmeirasu 8 milijuna Eura za Henriquea uz 2 milijuna eura bonusa za petogodišnji ugovor, a uskoro su ga posudili Bayer Leverkusenu. U sezoni u kojoj je igrao za Leverkusen, Henrique je upisao 27 ligaških nastupa i došao do finala njemačkog kupa. U lipnju 2009. godine vratio se u Barcelonu i dobio dres s brojem 23. Dana 31. kolovoza, Henrique je posuđen Racing Santanderu. Od sezone 2011. do 2014. je igrao u Palmeirasu.

## Međunarodna karijera
Dana 21. ožujka 2008. godine Henrique je upisao prvi nastup za brazilsku nogometnu reprezentaciju nakon što je centralni branič Juan ozlijedio gležanj. Za brazilsku nogometnu reprezentaciju nastupio je šest puta.